# Szczęśliwy przegrany
Szczęśliwy przegrany (ang. lucky loser) – termin używany w różnych dyscyplinach sportowych. 
W tenisowym żargonie pojęciem tym określany jest zawodnik, który nie przebrnie przez etap kwalifikacji do turnieju, ale zagra w nim na skutek wycofania się zawodnika, który miał grać w imprezie z racji wysokiego rankingu lub po wygranych eliminacjach. W drabinkach turniejowych zaznacza się takiego zawodnika literami „LL”.
W skokach narciarskich pojęcie używane podczas zawodów Turnieju Czterech Skoczni, które są rozgrywane systemem KO. Wtedy zwycięzcy 25 par awansują do finału bezpośrednio, a 5 przegranych z najlepszymi wynikami określa się jako lucky losers (według oficjalnych przepisów best losers) i oni uzupełniają grono 30 finalistów.
W biegach narciarskich pojęcie używane podczas zawodów w sprincie. Z ćwierćfinału i półfinału awansuje dwóch najlepszych zawodników z każdego biegu oraz dwóch szczęśliwych przegranych z najlepszymi czasami spośród pozostałych biegaczy.